# Framework multimédia
Un framework multimedia est une bibliothèque logicielle de gestion globale du son et de l'image.
Lorsqu'un programmeur désire créer une nouvelle application multimédia ou exploitant le multimédia (un lecteur de film, de musique, un jeu avec des musiques d'ambiance, un logiciel de gravure sur CD-rom, etc.), il a le choix :
- soit programmer lui-même la partie du logiciel qui décodera la musique/vidéo, en ajoutant à chaque fois un support pour les différents formats (ainsi un programmeur de lecteur de musique devrait comprendre le fonctionnement du MP3 pour le mettre en œuvre, puis le fonctionnement du Ogg Vorbis pour le mettre en œuvre et ainsi de suite pour chaque format) ;
- soit utiliser un framework, une bibliothèque qui prend en charge toute la gestion de la partie sonore. De cette manière l'auteur ne doit pas se soucier des différents formats, le framework s'en chargera.

En soi, développer un framework multimédia pour une seule application ne serait pas utile, mais l'avantage est que d'autres applications peuvent réutiliser le même outil.

## Exemples de frameworks multimédia

### Linux
- FFmpeg
- GStreamer
- xine
- Helix DNA
- Network-Integrated Multimedia Middleware (NMM)
- MLT

### Microsoft Windows
- Audio Compression Manager (ACM)
- DirectShow
- DirectX Media Objects
- GStreamer
- Media Foundation (Windows Vista seulement)
- QuickTime
- Video for Windows (VfW), aussi appelé parfois Video Compression Manager (VCM)
- Windows Media

### AppleMac OS
- GStreamer
- QuickTime
- FFmpeg

### Symbian
- MMF

## Normalisation
ISO/IEC TR 21000-1:2001 Information technology - Multimedia framework